# Pârâul Ursului, Ialomicioara
Pârâul Ursului este un curs de apă, afluent al râului Glodu. 